# هف جپنیز
هف جپنیز (انگلیسی: Half Japanese) یک گروه آرت پانک است که در سال ۱۹۷۵ توسط برادران جد و دیوید فر تأسیس شد. مشهور است که جد گیتار الکتریک خود را تیون نمی‌کند و پس از ۳۰ سال همچنان در نوازندگی غیرسنتی عمل می‌کند.